# Tegastes harpacticoides
Tegastes harpacticoides är en kräftdjursart som först beskrevs av Claus 1863.  Tegastes harpacticoides ingår i släktet Tegastes, och familjen Tegastidae. Arten är reproducerande i Sverige.